# Lélia Duarte da Silva Santos
Lélia Duarte da Silva Santos (21 de julho de 1933 - Rio de Janeiro, 2013) foi uma pioneira paleontóloga e paleobotânica brasileira.
Membro da Academia Brasileira de Ciências, era especialista em tafofloras do Cretáceo e do Quaternário, professora da Universidade do Estado do Rio de Janeiro (UERJ) e curadora da coleção de vegetais fósseis do Departamento de Biologia Animal e Vegetal da UERJ.

## Biografia
Lélia formou-se em Ciências Naturais, com licenciatura e bacharelado e fez doutorado no Instituto de Geociências da Universidade de São Paulo, sob orientação do professor Josué Camargo Mendes. Lélia fez parte da primeira Comissão Organizadora da Associação Latinoamericana de Paleobotânica e Palinologia (ALPP), junto de outros pioneiros do continente, como Jaime Gaxiola, do México, Sergio Archangelsky, da Argentina e Gustavo Huertas González, da Colômbia.
Sua contribuição para a paleobotânica brasileira foi vasta, tendo trabalhado com fósseis provenientes de diversas bacias sedimentares brasileiras de diferentes idades geológicas. Realizou pesquisas na flora miocênica do Pará; floras quaternárias dos calcários travertinos da região Nordeste do Brasil; das bacias terciárias de Fonseca e Gandarela em Minas Gerais e os vegetais fósseis do Aptiano das Formações Santana, na Chapada do Araripe, Codó no Maranhão e Areado no oeste de Minas Gerais.
Sendo especialista em botânica, estudou e fez o levantamento das plantas ornamentais e espécies arbóreas existentes nas matas do estado do Rio de Janeiro, em 1955, para o Departamento de Parques e Jardins da Prefeitura e coordenou a Comissão de Reurbanização Florística do Campus da Universidade do Estado do Rio de Janeiro (UERJ) com uma publicação em 1990, sob o título: “A Vegetação do Campus da UERJ”, em comemoração aos 40 anos de fundação da universidade.
Professora da UERJ, foi diretora do Instituto de Biologia em 1984 e chefe do Departamento de Botânica de 1969 a 1972 e Chefe do Departamento de Biologia Animal e Vegetal de 1981 a 1985. Foi representante dos professores adjuntos junto ao Conselho Superior de Ensino e Pesquisas, de 1985 a 1989, e de membro da Comissão Permanente do Conselho Superior de Ensino e Pesquisas em 1988. Na seção de Paleontologia do Departamento Nacional de Produção Mineral, começou seus estudos em paleobotânica, em 1956, estagiando como representante do departamento na Paleobotanic Division do Jardim Botânico de Nova Iorque e do Smithsonian Institution, no laboratório de paleontologia da Universidade da Califórnia em Berkeley, no setor de paleobotânica do Museu de História Natural de Londres, no Museu Nacional de História Natural, e no Laboratoire de la Faculté de Sciences, ambos em Paris e no Instituto de Pesquisas Paleontológicas da Universidade de Tubinga, na Alemanha.
Foi bolsista do CNPq, com bolsas de aperfeiçoamento em 1956 e 1957 e de pesquisador, de 1958 a 1996. Publicou mais de quarenta trabalhos, foi agraciada em 1976, com a Medalha da Inconfidência, a mais alta comenda concedida pelo Governo de Minas Gerais, por sua contribuição ao desenvolvimento da paleontologia do estado de Minas Gerais.

## Vida pessoal e morte
Lélia foi casada com Rubens da Silva Santos (1918-1996), paleontólogo e primeiro paleoictiólogo do Brasil. Rubens foi chefe da seção de paleontologia do Departamento Nacional de Produção Mineral no Rio de Janeiro, de 1965 a 1969, onde importantes exemplares de vegetais fósseis foram depositados na coleção de paleobotânica do DNPM, por Lélia Duarte.
Lélia faleceu em 2013, no Rio de Janeiro. A coleção mantida e organizada por Lélia na UERJ recebeu o nome de Coleção Paleobotânica Lélia Duarte, em sua homenagem.